# Kristina Schröderová
Kristina Schröderová, nepřechýleně Kristina Schröder, rozená Köhler (* 3. srpna 1977 Wiesbaden, Západní Německo) je německá křesťanskodemokratická politička a socioložka. Od 30. listopadu 2009 do 17. prosince 2013 byla spolkovou ministryní pro rodinu, seniory, ženy a mládež Německa, přitom věkově nejmladší členkou druhého spolkového kabinetu Angely Merkelové. Mezi lety 2002–2017 zasedala jako poslankyně v Německém spolkovém sněmu.

## Osobní život
Narodila se jako Kristina Köhlerová v hesenském Wiesbadenu. Po ukončení střední školy v roce 1997 pokračovala na Univerzitě Johannese Gutenberga v Mohuči, kde studovala sociologii, historii, filosofii a politologii. Pregraduální studium absolvovala v roce 2002 a postgraduální pak uzavřela v roce 2009 ziskem titulu Ph.D.
V roce 1991 se stala členkou Mladých konzervativních demokratů, mládežnické organizace CDU/CSU. V období 2002–2017 byla poslankyní spolkového sněmu za CDU/CSU. Zde se ve svém prvním funkčním období věnovala zejména záležitostem spojeným s extremismem a islámem. V Bundestagu získala přezdívku „Kráska parlamentu“.

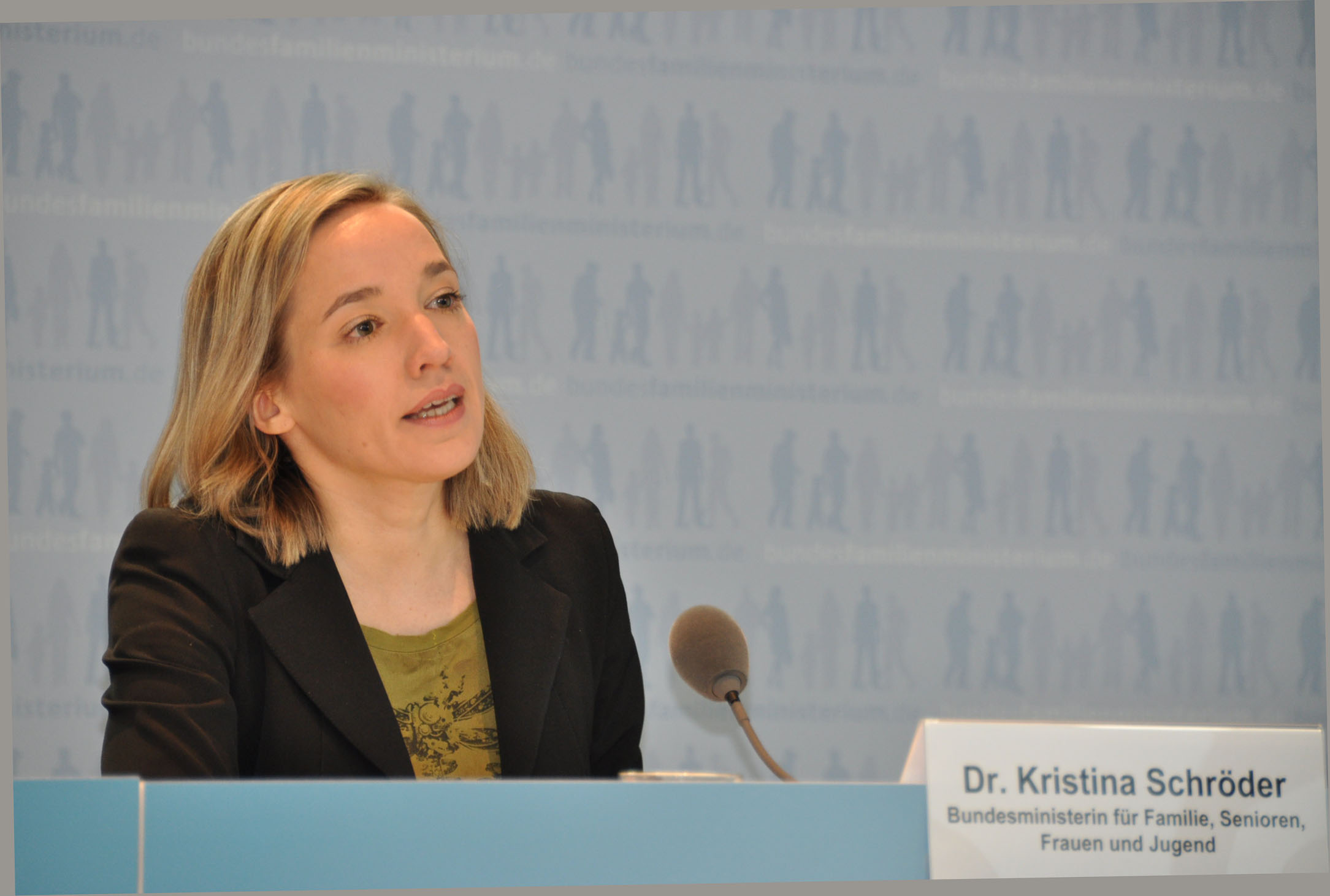
Kristina Schröderová v lednu 2013

V listopadu 2009 ji prezident Horst Köhler (shoda příjmení, bez příbuzenského vztahu) jmenoval ministryní pro rodinu Spolkové republiky Německo ve druhé vládě Angely Merkelové. Úřad získala v souvislosti s aférou kolem zatajení civilních obětí po bombardování v Afghánistánu, které stálo křeslo ministra sociálních věcí Franze Josefa Junga. Ten byl v první vládě Angely Merkelové během incidentu spolkovým ministrem obrany. Na jeho místo ministra sociálních věcí nastoupila Ursula von der Leyenová, předchůdkyně Köhlerové ve vládní funkci.
Dne 12. února 2010 se vdala za poslance Bundestagu Ole Schrödera. Na konci června 2011 pak porodila na berlínské Virchowově klinice dceru Lotte Marii. Stala se tak historicky první členkou spolkové vlády, které přivedla na svět potomka během výkonu funkce.
V listopadu roku 2010 jako ministryně také uvedla, že se nesmí kolem některých mladých nově příchozích muslimů, již mají kulturně podmíněný sklon k násilí, jež souvisí i s náboženstvím, vytvářet falešné tabu.